# Patrik Mächler
Patrik Mächler (ur. 28 listopada 1972 w Lachen) – szwajcarski biegacz narciarski, zawodnik klubu SC Davos.

## Kariera
Po raz pierwszy na arenie międzynarodowej Patrik Mächler pojawił w 15 grudnia 1992 roku w Dobbiaco, gdzie w zawodach Pucharu Kontynentalnego zajął 48. miejsce na dystansie 30 km techniką dowolną. W Pucharze Świata zadebiutował 9 stycznia 1993 roku w Ulrichen, zajmując 74. miejsce w biegu na 15 km stylem klasycznym. Pierwsze pucharowe punkty wywalczył 15 marca 1997 roku w Oslo, gdzie był szesnasty na dystansie 50 km stylem dowolnym. W klasyfikacji generalnej najlepiej wypadł w sezonie 2001/2002, który ukończył na 63. pozycji. W 1998 roku wystartował w biegu na 10 km klasykiem podczas igrzysk olimpijskich w Nagano, ale nie ukończył rywalizacji. Na rozgrywanych cztery lata później igrzyskach w Salt Lake City, zajął między innymi 28. miejsce w biegu na 30 km stylem dowolnym, a w sztafecie był dziesiąty. Kilkakrotnie startował na mistrzostwach świata, najlepszy wynik osiągając na MŚ w Val di Fiemme w 2003 roku, gdzie był dwunasty w biegu na 50 km techniką dowolną, a w sztafecie zajął piątą pozycję. Startował ponadto w zawodach cyklu FIS Marathon Cup, zajmując między innymi czternaste miejsce w klasyfikacji generalnej sezonu 2002/2003. Raz stanął na podium zawodów tego cyklu – 9 marca 2003 roku wygrał szwajcarski Engadin Skimarathon, bezpośrednio wyprzedzając Czecha Martina Koukala oraz Hiszpana Juana Jesúsa Gutiérreza. W 2005 roku zakończył karierę.

## Osiągnięcia

### Igrzyska olimpijskie
| Miejsce | Dzień     | Rok  | Miejscowość    | Konkurencja             | Czas biegu  | Strata      | Zwycięzca          |
| ------- | --------- | ---- | -------------- | ----------------------- | ----------- | ----------- | ------------------ |
| DNF     | 12 lutego | 1998 | Nagano         | 10 km stylem klasycznym | 27:24,5 min | -           | Bjørn Dæhlie       |
| 28.     | 9 lutego  | 2002 | Salt Lake City | 30 km stylem dowolnym   | 1:11:31,0 h | +3:32,4 min | Christian Hoffmann |
| 40.     | 14 lutego | 2002 | Salt Lake City | 2 × 10 km łączony       | 49:48,9 min | +2:20,2 min | Thomas Alsgaard    |
| 10.     | 17 lutego | 2002 | Salt Lake City | Sztafeta 4 × 10 km      | 1:32:45,5 h | +4:40,9 min | Norwegia           |

### Mistrzostwa świata
| Miejsce | Dzień     | Rok  | Miejscowość   | Konkurencja             | Czas biegu  | Strata        | Zwycięzca           |
| ------- | --------- | ---- | ------------- | ----------------------- | ----------- | ------------- | ------------------- |
| 70.     | 11 marca  | 1995 | Thunder Bay   | 10 km stylem klasycznym | 24:52,3 min | +3:41,5 min   | Władimir Smirnow    |
| 61.     | 13 marca  | 1995 | Thunder Bay   | 10 km + 15 km pościgowy | 1:06:19,5 h | +6:43,9 min   | Władimir Smirnow    |
| 58.     | 19 marca  | 1995 | Thunder Bay   | 50 km stylem dowolnym   | 1:56:36,0 h | +17:49,9 min  | Silvio Fauner       |
| 49.     | 19 lutego | 1999 | Ramsau        | 30 km stylem dowolnym   | 1:15:26,2 h | +8:52,7 min   | Mika Myllylä        |
| 68.     | 22 lutego | 1999 | Ramsau        | 10 km stylem klasycznym | 24:19,2 min | +3:31,8 min   | Mika Myllylä        |
| 44.     | 23 lutego | 1999 | Ramsau        | 10 km + 15 km pościgowy | 1:05:54,9 h | +4:08,0 min   | Thomas Alsgaard     |
| 9.      | 26 lutego | 1999 | Ramsau        | Sztafeta 4 × 10 km      | 1:35:07,5 h | +4:54,7 min   | Austria             |
| 29.     | 28 lutego | 1999 | Ramsau        | 50 km stylem klasycznym | 2:18:08,7 h | +1.0:19,9 mim | Mika Myllylä        |
| 8.      | 22 lutego | 2001 | Lahti         | Sztafeta 4 × 10 km      | 1:36:42,5 h | +4:03,7 min   | Norwegia            |
| 30.     | 25 lutego | 2001 | Lahti         | 50 km stylem dowolny    | 2:05:27,2 h | +10:13,9 min  | Johann Mühlegg      |
| 5.      | 25 lutego | 2003 | Val di Fiemme | Sztafeta 4 × 10 km      | 1:31:56.4 h | +1:20.5 min   | Norwegia            |
| 27.     | 26 lutego | 2003 | Val di Fiemme | Sprint stylem dowolnym  | 3:12.1 min  | -             | Thobias Fredriksson |
| 12.     | 1 marca   | 2003 | Val di Fiemme | 50 km stylem dowolnym   | 1:54:25,3 h | +2:38,9 min   | Martin Koukal       |

### Puchar Świata

#### Miejsca w klasyfikacji generalnej
- sezon 1996/1997: 68.
- sezon 1998/1999: 105.
- sezon 2001/2002: 63.

#### Miejsca na podium w zawodach chronologicznie
Mächler nigdy nie stał na podium indywidualnych zawodów Pucharu Świata.

### FIS Marathon Cup

#### Miejsca w klasyfikacji generalnej
- sezon 2000/2001: 25.
- sezon 2002/2003: 14.
- sezon 2004/2005: 32.

#### Miejsca na podium
| Nr | Dzień   | Rok  | Zawody              | Dystans               | Czas biegu  | Strata | Pozycja | Zwycięzca |
| -- | ------- | ---- | ------------------- | --------------------- | ----------- | ------ | ------- | --------- |
| 1. | 9 marca | 2003 | Engadin Skimarathon | 42 km stylem dowolnym | 1:28:00,9 h | -      | 1       | -         |